# 天川和菜子
天川 和菜子（あまかわ かなこ、）は気象予報士。
神奈川県出身。青山学院大学理工学部物理数理学科卒業。株式会社ウイングを経て、現在ウェザーマップに所属。

## 現在の担当番組
- NHK津放送局
- まるっと!みえ（2022年4月4日 - ）- 気象キャスター[1]

## 過去の担当番組
- NHK水戸放送局
- とれたてワイドいばらき、ニュースワイド茨城（2013年4月 - 2015年3月）- 気象キャスター[2]
- テレビ神奈川
- ニュースハーバー、ニュース930α（2015年4月 - 2016年3月）- 気象キャスター [3]